# Episodi di Kally's Mashup (prima stagione)
La prima stagione di Kally's Mashup, composta da 75 episodi e due speciali, è andata in onda in America Latina su Nickelodeon dal 23 ottobre 2017 al 4 maggio 2018.
In Italia, la stagione è stata trasmessa da DeA Kids dal 4 giugno 2018 al 18 novembre 2018. In chiaro, la stagione è andata in onda dall'11 febbraio al 23 settembre 2019 su Super!.
| nº            | Titolo originale                            | Titolo italiano                     | Prima TV America Latina | Prima TV Brasile | Prima TV Italia   |
| Prima parte   | Prima parte                                 | Prima parte                         | Prima parte             | Prima parte      | Prima parte       |
| ------------- | ------------------------------------------- | ----------------------------------- | ----------------------- | ---------------- | ----------------- |
| 1             | Kally cambia de vida                        | Una nuova vita                      | 23 ottobre 2017         | 5 marzo 2018     | 4 giugno 2018     |
| 2             | Fiesta de bienvenida                        | Uno scherzo crudele                 | 24 ottobre 2017         | 6 marzo 2018     | 5 giugno 2018     |
| 3             | Kally ante el comité                        | Quel genio di zio Charly            | 25 ottobre 2017         | 7 marzo 2018     | 6 giugno 2018     |
| 4             | La búsqueda de Tina                         | Inquietudini                        | 26 ottobre 2017         | 8 marzo 2018     | 7 giugno 2018     |
| 5             | A todo o nada                               | L'esibizione                        | 27 ottobre 2017         | 9 marzo 2018     | 8 giugno 2018     |
| 6             | Abracadabra cumple años                     | Il volo del calabrone               | 30 ottobre 2017         | 12 marzo 2018    | 11 giugno 2018    |
| 7             | El show                                     | Il concerto di Alex                 | 31 ottobre 2017         | 13 marzo 2018    | 12 giugno 2018    |
| 8             | La audición                                 | L' audizione                        | 1º novembre 2017        | 14 marzo 2018    | 13 giugno 2018    |
| 9             | El valor de la amistad                      | Il nuovo arrivato                   | 2 novembre 2017         | 15 marzo 2018    | 14 giugno 2018    |
| 10            | Sobre ruedas...de bicicleta                 | Il tandem scomparso                 | 3 novembre 2017         | 16 marzo 2018    | 15 giugno 2018    |
| 11            | Cita inconclusa                             | Appuntamento                        | 6 novembre 2017         | 19 marzo 2018    | 18 giugno 2018    |
| 12            | Otra oportunidad                            | In ascensore                        | 7 novembre 2017         | 20 marzo 2018    | 19 giugno 2018    |
| 13            | Las apariencias engañan                     | Aria di crisi                       | 8 novembre 2017         | 21 marzo 2018    | 20 giugno 2018    |
| 14            | Amigas y amores                             | Amore a prima vista                 | 9 novembre 2017         | 22 marzo 2018    | 21 giugno 2018    |
| 15            | La cantante falsa                           | Una cantante per i DAK              | 10 novembre 2017        | 23 marzo 2018    | 22 giugno 2018    |
| 16            | Los amigos siempre te acompañan             | Bugie                               | 13 novembre 2017        | 26 marzo 2018    | 25 giugno 2018    |
| 17            | Misterio y desaparición en el Conservatorio | La bacchetta scomparsa              | 14 novembre 2017        | 27 marzo 2018    | 26 giugno 2018    |
| 18            | Duelo de bandas                             | Sfida al Music Shake                | 15 novembre 2017        | 28 marzo 2018    | 27 giugno 2018    |
| 19            | Una maravillosa y divertida idea            | Una corsa pericolosa                | 16 novembre 2017        | 29 marzo 2018    | 28 giugno 2018    |
| 20            | Sueño de amor                               | I nodi vengono al pettine           | 17 novembre 2017        | 30 marzo 2018    | 29 giugno 2018    |
| 21            | Siempre hay esperanza                       | Segreti e bugie                     | 20 novembre 2017        | 2 aprile 2018    | 27 agosto 2018    |
| 22            | La puerta secreta                           | I principi di un rockettaro         | 21 novembre 2017        | 3 aprile 2018    | 28 agosto 2018    |
| 23            | Una segunda oportunidad                     | La verità rivelata                  | 22 novembre 2017        | 4 aprile 2018    | 29 agosto 2018    |
| 24            | Una gran desilusión                         | Amori e altri disastri              | 23 novembre 2017        | 5 aprile 2018    | 30 agosto 2018    |
| 25            | Mi música siempre nos encuentra             | Una seconda possibilità             | 24 novembre 2017        | 6 aprile 2018    | 31 agosto 2018    |
| 26            | La mejor sorpresa del mundo                 | Il piano di Gloria                  | 27 novembre 2017        | 9 aprile 2018    | 3 settembre 2018  |
| 27            | Un desfile creativo y musical               | La sfilata di moda                  | 28 novembre 2017        | 10 aprile 2018   | 4 settembre 2018  |
| 28            | Desencuentros                               | Cosa non si fa per amore            | 29 novembre 2017        | 11 aprile 2018   | 5 settembre 2018  |
| 29            | La amistad es más fuerte                    | L'amicizia è più importante         | 30 novembre 2017        | 12 aprile 2018   | 6 settembre 2018  |
| 30            | Made For Love                               | Le bugie fanno male                 | 1º dicembre 2017        | 13 aprile 2018   | 7 settembre 2018  |
| Speciale      | Kally's Mashup: Playlist                    | Speciale playlist parte 1           | 8 dicembre 2017         | 13 aprile 2018   | 10 novembre 2018  |
| Seconda parte |                                             |                                     |                         |                  |                   |
| 31            | No hay vuelta atrás                         | Un'amicizia in pericolo             | 5 marzo 2018            | 16 aprile 2018   | 10 settembre 2018 |
| 32            | Un encuentro especial                       | Kally contro Mica                   | 6 marzo 2018            | 17 aprile 2018   | 11 settembre 2018 |
| 33            | Un pedido especial a Mica 635               | Pablo                               | 7 marzo 2018            | 18 aprile 2018   | 12 settembre 2018 |
| 34            | Decisiones complicadas                      | Abbandonare un sogno                | 8 marzo 2018            | 19 aprile 2018   | 13 settembre 2018 |
| 35            | Un sueño queda atrás                        | Voglia di casa                      | 9 marzo 2018            | 20 aprile 2018   | 14 settembre 2018 |
| 36            | Una gran confusión                          | Una decisione difficile             | 12 marzo 2018           | 23 aprile 2018   | 17 settembre 2018 |
| 37            | Tu música inspira a muchos                  | Kally resta con noi!                | 13 marzo 2018           | 24 aprile 2018   | 18 settembre 2018 |
| 38            | Amar la música en todas sus formas          | Cercasi Gloriosa                    | 14 marzo 2018           | 25 aprile 2018   | 19 settembre 2018 |
| 39            | Secret                                      | Il ritorno di Mica635               | 15 marzo 2018           | 26 aprile 2018   | 20 settembre 2018 |
| 40            | ¿Hechos para el amor?                       | Per amore                           | 16 marzo 2018           | 27 aprile 2018   | 21 settembre 2018 |
| 41            | Algo muy fuerte nos une                     | Amore e dissapori                   | 19 marzo 2018           | 30 aprile 2018   | 24 settembre 2018 |
| 42            | Glow In Dark                                | Troppe distrazioni per Kally        | 20 marzo 2018           | 1º maggio 2018   | 25 settembre 2018 |
| 43            | Luchar por lo que uno quiere                | Imparare a competere                | 21 marzo 2018           | 2 maggio 2018    | 26 settembre 2018 |
| 44            | La familia está ante todo                   | Colpo di scena                      | 22 marzo 2018           | 3 maggio 2018    | 27 settembre 2018 |
| 45            | Una fiesta muy especial                     | Il vestito di Camilla               | 23 marzo 2018           | 4 maggio 2018    | 28 settembre 2018 |
| 46            | Conexión entre los dos                      | Un bacio misterioso                 | 26 marzo 2018           | 7 maggio 2018    | 1º ottobre 2018   |
| 47            | El fin de Kally en Allegro                  | Troppe distrazioni per kally        | 27 marzo 2018           | 8 maggio 2018    | 2 ottobre 2018    |
| 48            | Sorpresas                                   | Sorpresa                            | 28 marzo 2018           | 9 maggio 2018    | 3 ottobre 2018    |
| 49            | Una pregunta difícil de responder           | La conferenza stampa                | 29 marzo 2018           | 10 maggio 2018   | 4 ottobre 2018    |
| 50            | Mica635 en peligro de ser descubierta       | Insieme per Mica635                 | 30 marzo 2018           | 11 maggio 2018   | 5 ottobre 2018    |
| 51            | Unidos por Mica635                          | Il fan club di Mica 635             | 2 aprile 2018           | 14 maggio 2018   | 8 ottobre 2018    |
| 52            | El club de fans de Mica635                  | Intrighi e dilemmi                  | 3 aprile 2018           | 15 maggio 2018   | 9 ottobre 2018    |
| 53            | ¿El fin de los vídeos de Mica635?           | L'esame di Dante                    | 4 aprile 2018           | 16 maggio 2018   | 10 ottobre 2018   |
| 54            | Mica635 en peligro                          | Orgoglio ferito                     | 5 aprile 2018           | 17 maggio 2018   | 11 ottobre 2018   |
| 55            | La falsa Mica635                            | La falsa Mica635                    | 6 aprile 2018           | 18 maggio 2018   | 12 ottobre 2018   |
| 56            | Kally cada vez más lejos de Mica635         | L'ispirazione                       | 9 aprile 2018           | 21 maggio 2018   | 15 ottobre 2018   |
| 57            | Una propuesta muy especial                  | Una proposta speciale               | 10 aprile 2018          | 22 maggio 2018   | 16 ottobre 2018   |
| 58            | Sorpresa de la falsa Mica                   | Incontri inaspettati                | 11 aprile 2018          | 23 maggio 2018   | 17 ottobre 2018   |
| 59            | Kally vs. Mica635                           | Furto d'identità                    | 12 aprile 2018          | 24 maggio 2018   | 18 ottobre 2018   |
| 60            | El desafío de los cumpleaños                | La sfida dei compleanni             | 13 aprile 2018          | 25 maggio 2018   | 19 ottobre 2018   |
| 61            | Un beso inesperado                          | Un bacio inaspettato                | 16 aprile 2018          | 28 maggio 2018   | 22 ottobre 2018   |
| 62            | Juntos por Abracadabra                      | La protesta                         | 17 aprile 2018          | 29 maggio 2018   | 23 ottobre 2018   |
| 63            | La protesta viral                           | Il ritorno della prof. Abrankhausen | 18 aprile 2018          | 30 maggio 2018   | 24 ottobre 2018   |
| 64            | La hora de la verdad                        | Il momento della verità             | 19 aprile 2018          | 31 maggio 2018   | 25 ottobre 2018   |
| 65            | Un amigo no se compra                       | Perché sei qui?                     | 20 aprile 2018          | 1º giugno 2018   | 10 novembre 2018  |
| 66            | Kally en apuros                             | Mi presenti i tuoi?                 | 23 aprile 2018          | 4 giugno 2018    | 11 novembre 2018  |
| 67            | Una corta ilusión                           | Le ricette di Caterina              | 24 aprile 2018          | 5 giugno 2018    | 12 novembre 2018  |
| 68            | He cambiado                                 | Ritorno a casa                      | 25 aprile 2018          | 6 giugno 2018    | 13 novembre 2018  |
| 69            | She's gone                                  | Smascherare Gloria                  | 26 aprile 2018          | 7 giugno 2018    | 14 novembre 2018  |
| 70            | Sin cambio no hay mariposa                  | Tutto cambia                        | 27 aprile 2018          | 8 giugno 2018    | 15 novembre 2018  |
| 71            | Siempre se trató de ti                      | Una festa per Kally                 | 30 aprile 2018          | 11 giugno 2018   | 16 novembre 2018  |
| 72            | Juntos                                      | Finalmente insieme                  | 1º maggio 2018          | 12 giugno 2018   | 17 novembre 2018  |
| 73            | Todo puede cambiar                          | Bugie a fin di bene?                | 2 maggio 2018           | 13 giugno 2018   | 17 novembre 2018  |
| 74            | Amor sincero                                | Delusioni d'amore                   | 3 maggio 2018           | 14 giugno 2018   | 18 novembre 2018  |
| 75            | La llave de la vida                         | Finale a... Sorpresa                | 4 maggio 2018           | 15 giugno 2018   | 18 novembre 2018  |
| Speciale      | Kally's Mashup: Playlist 2.0                | Speciale playlist parte 2           | 4 maggio 2018           | 15 giugno 2018   | 11 novembre 2018  |

## Una nuova vita
- Titolo originale: Kally cambia de vida

### Trama
Kally si trasferisce dal padre per provare ad entrare nel conservatorio Allegro. Lì scopre che è severamente vietato che gli studenti ascoltino generi musicali che non siano di musica classica. Così Kally crea il suo alter ego @Mica635 per pubblicare i suoi pezzi senza essere scoperta.

## Uno scherzo crudele
- Titolo originale: Fiesta de bienvenida

### Trama
Kally cerca di adattarsi alle regole del Conservatorio Allegro. Gli amici che incontra cercano di aiutarla a integrarsi, ma senza Gloria, che fa di tutto per sbarazzarsi di lei.

## Quel genio di zio Charly
- Titolo originale: Kally ante el comité

### Trama
Kally chiede una spiegazione a Gloria sulla sua bugia. Charly viene chiamato al Conservatorio per riparare l'aria condizionata e sente Skyler criticare Kally davanti ai membri del Comitato. La Abrankhausen chiede a Gloria e Kally di suonare un concerto per pianoforte per quattro mani. Nonostante gli sforzi della Abrankhausen, il Comitato decide di espellere Kally dal Conservatorio. Tina trascorre la giornata al rifugio per animali. Dante si avvicina a Kally per raccontarle un segreto.

## Inquietudini
- Titolo originale: La búsqueda de Tina

### Trama
Tina scappa. Tutti si stanno mobilitando per cercare di ritrovarla. Kally prende parte alla ricerca, ma perde le prove con Gloria. L'assenza di Kally raggiunge le orecchie della professoressa Abrankhausen. Quest'ultimo è arrabbiato con lei e non esita a condividerlo a Mike.

## L'esibizione
- Titolo originale: A todo o nada

### Trama
Kally e Gloria sostengono un esame ma Gloria non è molto a suo agio e cerca di incolpare Kally per il suo fallimento. Mike e Caterina permettono a Kally e Tina di andare al Music Shake per assistere al concerto di Dante, Alex e Kevin. Ma quando arrivano, lo scoprono lo spettacolo è cancellato.

## Il volo del calabrone
- Titolo originale: Abracadabra cumple años

### Trama
Nonostante gli imbrogli di Skyler, Kally viene ammessa al concorso per il Premio Rivelazione. Kally e i suoi compagni di classe organizzano una festa per il compleanno della Abrankhausen.

## Il concerto di Alex
- Titolo originale: El show

### Trama
Il Conservatorio organizza una visita al grande Teatro Centrale ma Mike per errore firma l'autorizzazione all'uscita per Kally con la penna a inchiostro invisibile creata da Charly. Quando Charly capisce che Kally non ha potuto partecipare, decide di offrire a Kally e a suo padre due biglietti per il concerto dal cantante Axel. Alex e Kevin cercano di imbrogliare il loro test scrivendo le formule sulle loro braccia.

## L'audizione
- Titolo originale: La audición

### Trama
Il produttore Camillo Irui viene a fare un'audizione agli studenti. Sta cercando talenti per girare un cortometraggio. Convinta di vincere, Gloria fa di tutto perché Kally non superi l'audizione.

## Il nuovo arrivato
- Titolo originale: El valor de la amistad

### Trama
Kally e Lucy incontrano Andy, un nuovo studente al Conservatorio che non lascia indifferenti né Lucy né Gloria. Un nuovo gruppo è arrivato su Music Shake: "Nando e i Giganti". Dante litiga con Nando perché gli ha rubato il tempo sul palco. A decidere tra loro, il due gruppi iniziano un duello.

## Il tandem scomparso
- Titolo originale: Sobre ruedas...de bicicleta

### Trama
La Abrankhausen e Felix decidono di rinnovare il look di Kally in modo che dia l'immagine di una vera concertista. Poco dopo, Kally invita Tina e Dante al suo provino. Loro accettano, ma Dante alla fine non si presenta. Da parte loro, Nicole e Stéfi decidono di sabotare Il video di Tommy. Rivelano anche a Gloria che Lucy e Andy si sono avvicinati.

## Appuntamento
- Titolo originale: Cita inconclusa

### Trama
Kally e Gloria si affrontano durante l'open house del Conservatorio. L'evento farà guadagnare loro punti preziosi per vincere il Premio Rivelazione. Ma Kally sogna solo una cosa: che Dante venga ad ascoltarla suonare il piano. Tuttavia, i DAK hanno altri problemi: infuria la guerra con Nando e i Giganti. Gloria, da parte sua, si innamora sempre di più di Andy e ha una visione negativa della sua relazione con Lucy. Alla fine del recital, Mike invita la Abrankhausen a prendere un caffè, cosa che non piace a Kally.

## In ascensore
- Titolo originale: Otra oportunidad

## Aria di crisi
- Titolo originiale: Las apariencias engañan

### Trama
Durante la lezione, Kally viene sorpresa da Skyler a mandare degli SMS, così gli viene sequestrato il cellulare. Determinato a riprenderlo, Kally si intrufola nel suo ufficio. Dante, Alex e Kevin vengono intervistati per un famoso blog musicale, ma quando l'intervista viene trasmessa, li attende una spiacevole sorpresa. Gloria decide di far finta di essere una ragazza disponibile per attirare l'attenzione di Andy. Tina, segretamente innamorata di Tommy, chiede a Kally di fare a Tommy un questionario per saperne di più su di lui.

## Amore a prima vista
- Titolo originale: Amigas y amores

### Trama
Olivia ha una cotta per Dante, cosa che infastidisce molto Kally e anche Tina, che è gelosa del'amicizia tra Olivia e Kally. Gloria è convinta che Andy sia pazzo di lei e cerca di convincerlo a venire al concerto al Music Shake, ma Andy rifiuta. Charly vuole pulire le scarpe da ginnastica di Caterina ma le rovina tutte e devastato dalla reazione di Caterina, decide di abbandonare il suo sogno di diventare un inventore. Olivia registra un demo così da poter cantare con i DAK, e lo dà a Kally perché lo ascolti.

## Una cantante per i DAK
- Titolo originale: La cantante falsa

### Trama
Charly dà a Olivia una sua invenzione: il Charly-fono, un microfono che permette di cantare con intonazione perfetta. Olivia si presenta al Music Shake per cantare con i DAK ma le cose non vanno come previste.

## Bugie
- Titolo originiale: Los amigos siempre te acompañan

### Trama
Niente va bene per Kally: Gloria vuole sabotare la prossima prova del Premio Rivelazione e farla espellere dal conservatorio. A livello personale non va meglio. Il piano che aveva sviluppato con Olivia per conquistare Dante è fallito. Kally e Tina si arrabbiano e Dante si rifiuta di rivedere Olivia.

## La bacchetta scomparsa
- Titolo originale: Misterio y desaparición en el Conservatorio

### Trama
Kally racconta ai suoi amici del pianoforte che sente suonare dal seminterrato del conservatorio, ma tutti la prendono in giro, tranne Olivia che si offre di aiutarla. Tina finge di essere malata per costringere Dante e Kally nella stessa stanza e parlare. Ma nonostante l'aiuto di Charlie, il suo piano fallisce.

## Sfida al Music Shake
- Titolo originale: Duelo de bandas

### Trama
I DAK devono affrontare Nando e i Giganti al Music Shake. Tina si occupa della pubblicità del gruppo di suo fratello. Kally e Olivia vanno a caccia del fantasma del conservatorio. Lucy scopre che sono state Stefi e Nicole a mettere la bacchetta di Andy nel suo armadietto e decide di dimostrare la sua innocenza.

## Una corsa pericolosa
- Titolo originale: Una maravillosa y divertida idea

### Trama
Nando vuole gareggiare con Dante in bicicletta, ma non gli dice che dovrà fare un percorso rischioso. Lucy ascolta una conversazione tra Nando e i suoi amici e informa Kally, che farà di tutto per evitare che Dante vada alla gara.

## I nodi vengono al pettine
- Titolo originale: Sueño de amor

### Trama
Kally e Gloria sosterranno presto l'esame del Premio Rivelazione. Ma Gloria ha pianificato tutto molto bene: Gloria ha scambiato gli spartiti di Kally che quindi ha lavorato su pezzi diversi da quelli scelti dalla commissione di valutazione, che la squalificherà automaticamente. Kally è triste e si isola poco: Dante la raggiunge e le offre di portarla a fare una passeggiata per distrarla. Tina, Alex e Kevin lo aspettano, hanno organizzato una petizione volta a salvare il rifugio per animali.

## Segreti e bugie
- Titolo originale: Siempre hay esperanza

### Trama
A Kally non è consentito ripetere il test. Gloria spinge Andy a diventare il suo ragazzo, ma lui rifiuta. Lisa diventa la nuova manager della DAK. Tommy deve andare al conservatorio con suo padre, ma si vergogna di se stesso.

## I principi di un rockettaro
- Titolo originale: La puerta secreta

### Trama
Kally vuole scoprire dov'è il misterioso pianoforte che sente e insieme a Dante va ad esplorare i sotterranei del conservatorio nella speranza di svelare il mistero. Gloria, dal canto suo, cerca di scoprire chi ha scritto la lettera anonima e invita Stefi e Nicole a farlo. Il padre di Tommy non vuole cambiare look solo per incontrare il preside.

## La verità rivelata
- Titolo originale: Una segunda oportunidad

### Trama
Tommy vorrebbe sapere se ha una possibilità con Kally. Gloria, vergognandosi del rifiuto di Andy, fa credere che sia stata lei a rifiutarlo. Felix mostra al preside il video della conversazione degli Skyler in cui rivelano che è stata Gloria a cambiare gli spartiti. Il direttore convoca i candidati al Premio Rivelazione, si scusa con Kally e accusa Gloria.

## Amori e altri disastri
- Titolo originale: Una gran desilusión

### Trama
Kally deve allenarsi duramente per prepararsi all'esame del Premio Rivelazione mentre Gloria non vuole più tornare al conservatorio dopo l'umiliazione. Kevin e Alex fanno di tutto per distogliere l'interesse di Dante per Lisa, che odiano, ma il loro piano fallisce e riescono solo a farli avvicinare. il seminterrato del conservatorio è pieno di gattini.

## Una seconda possibilità
- Titolo originale: Mi música siempre nos encuentra

### Trama
Kally è triste perché Dante ha dedicato la sua nuova canzone a Lisa, ma deve ricomporsi per superare la prova davanti alla commissione di valuione del Premio Rivelazione. Tina dal canto suo è ancora molto arrabbiata con Tommy, ma quest'ultimo, su consiglio di Lucy, la aiuta a salvare gli animali del rifugio, minacciato di chiusura. Quanto a Gloria, non ha veramente lasciato il conservatorio. Infatti torna con un nuovo piano per conquistare Andy.

## Il piano di Gloria
- Titolo originale: La mejor sorpresa del mundo

### Trama
Kally ha difficoltà a organizzare la sfilata ma è triste perché Dante esce con Lisa e perché le manca sua madre. Così delega il compito a Tina e Olivia, che però incontrano l'ostilità di Gloria. Tina cerca di convincere Dante che Mica635 abita vicino a loro, ma lui non le crede. Lisa, dal canto suo, escogita un piano con sua cugina per sbarazzarsi di Alex e Kevin, ma tutto non va come previsto.

## La sfilata di moda
- Titolo originale: Un desfile creativo y musical

### Trama
Carmen va a trovare Kally, il che rende Claudia gelosa. Nel bel mezzo della sfilata, mentre dirige l'orchestra, Andy ha un attacco di allergia e viene rimpiazzato da Kally. Dante implora Kally di suonare un pezzo di Mica635 davanti a tutto il conservatorio. Questo però la metterebbe nei guai.

## Cosa non si fa per amore
- Titolo originale: Desencuentros

### Trama
Alla fine della sfilata, Charly fa ballare tutto il conservatorio al suono di Mica635, cosa che non piace alla direzione. Tina cerca di dimostrare a Dante che Mica635 vive nella loro città. Sia tra gli adulti che tra i giovani si formano delle coppie, ma per alcuni la speranza si trasforma presto in disperazione. Lucy indaga sulla misteriosa fidanzata di Andy mentre Gloria è immersa nel lavoro. Alex e Kevin sono entrambi innamorati di Jessy. Per quanto riguarda Kally, sta cercando di abituarsi all'idea che Dante e Lisa si frequetino, ma non è così facile.

## L'amicizia è più importante
- Titolo originale: La amistad es más fuerte

### Trama
Jessy vuole che Alex dica la verità a suo fratello, ma lui preferisce aspettare che Kevin presenti la sua canzone al Music Shake. Kally sta ancora cercando di abituarsi a vedere Dante e Lisa insieme ma ha molti problemi. Tina sta ancora cercando Mica635 ed è sempre più certa che non viva dall'altra parte del mondo. Per sbarazzarsi di Lucy, Gloria la fa convocare per un recital di violino a Vienna.

## Le bugie fanno male
- Titolo originale: Made for Love

### Trama
Lisa e Dante sono arrabbiati e Kally organizza un incontro per risolvere le loro divergenze. Da parte sua, Tina è determinata a scoprire l'identità di Mica635. Andy insegna a Lucy a superare la sua paura di esibirsi in pubblico. Mentre sta provando, Gloria sente un melodia del pianoforte proveniente dal seminterrato e decide di svelare il mistero con l'aiuto di Nicole.

## Un'amicizia in pericolo
- Titolo originale: No hay vuelta atrás

### Trama
Kally fa tutto il possibile per farsi perdonare da Tina che non vuole sentire nulla. Dante e i DAK escogitano un piano per riconciliarle. Andy organizza una festa d'addio per Lucy, ma niente va come aveva immaginato.

## Kally contro Mica
- Titolo originale: Un encuentro especial

### Trama
Tina è ancora arrabbiata con Kally che si sta concentrando sul terzo round del Premio Rivelazione. Pablo, un giovane e grande pianista che si presenta all'esame, si innamora di Kally. Dante vuole trascorrere la giornata con sua sorella ma Lisa si unisce a loro. Le due ragazze vanno d'accordo in definitiva molto bene. Tina rivela ai DAK che Lisa ha prenotato un concerto per loro, ma Kevin scopre che si tratta di un concerto solista di Dante.

## Pablo
- Titolo originale:Un pedido especial a Mica 635

### Trama
Kally ha incontrato Pablo, un giovane pianista che non è insensibile al suo fascino. Dante, che se ne è accorto, è un po' geloso di lui. Tina fa del suo meglio per tenere Kally fuori dalla sua vita, ma segretamente è mortificata per essere stata sostituita così in fretta da Olivia. Lucy, che vorrebbe che le cose con Andy andassero avanti, si chiede se dovrebbe dichiarargli il suo amore.

## Abbandonare un sogno
- Titolo originale: Decisiones complicadas

### Trama
Tina minaccia Kally di rivelare il suo segreto se Mica635 non riprende a fare musica mentre Lucy finalmente osa dichiarare il suo amore ad Andy. Il conservatorio si sta preparando a ricevere i visitatori, ed è Gloria ad occuparsi di accogliere l'ospite.

## Voglia di casa
- Titolo originale: Un sueño queda atrás

### Trama
Kally annulla il suo appuntamento con Pablo per aiutare Dante con i compiti di geometria di Tina e Andy dice a Gloria che sta uscendo con Lucy. Dopo aver fatto finta di essere felice per lui, chiede a Nicole e Stefi di aiutarla a farli separare. Charly regala a Kally un orologio che le permette di restare sveglia tutto il giorno, ma quando il gadget inizia a suonare nella classe di Skyler, Kally riceve una punizione.

## Una decisione difficile
- Titolo originale: Una gran confusión

### Trama
Kally è ancora determinata a tornare a vivere con sua madre e vuole tornare a vivere con sua nonna. Tina scrive una lettera di scuse a Kally ma la perde e viene trovata da Gloria.

## Kally resta con noi!
- Titolo originale:Tu música inspira a muchos

### Trama
Kally è pronta per tornare a casa da sua madre senza dirlo a nessuno. Nicole, indignata dal fatto che Gloria abbia stracciato la lettera di Tina, avverte Tommy che Kally non l'ha letta. Tommy, Tina e Dante vanno all'aeroporto dove fortunatamente trovano Kally. Le loro spiegazioni portano alla sua decisione di restare.

## Cercasi Gloriosa
- Titolo originale: Amar la música en todas sus formas

### Trama
Dal ritorno di Kally, Lisa ha avuto il terrore che Dante le fosse di nuovo vicino ogni giorno. Kally ammette a Pablo di essere innamorata di Dante. Pablo, geloso, gli è ostile. Kevin capisce che Camilla prova qualcosa per lui. Gloria organizza un casting per sostituire Nicole all'interno delle Gloriose. Felix rimprovera Kally per aver ascoltato musica pop. Kally riceve un messaggio incoraggiante da una famosa violinista, Lindsey Stirling. Andy riceve un'offerta di lavoro da un teatro.

## Il ritorno di Mica635
- Titolo originale: Secret

### Trama
Kally, nei panni di Mica635, fa il suo ritorno alla musica per la gioia dei suoi fan. Dante contatta l'ex fidanzata di Pablo per saperne di più su di lui. Gloria convince Andy ad aiutarla a realizzare il suo progetto. Nicole e Stefi decidono di incontrarsi.

## Per amore
- Titolo originale: ¿Hechos para el amor?

### Trama
A seguito di un malinteso, Dante accusa Pablo di non essere onesto con le ragazze. Tina fa in modo che Mica635 suoni davanti ai suoi fan. Lisa è gelosa di Kally e convince Pablo a dichiararle il suo amore.

## Amore e dissapori
- Titolo originale: Algo muy fuerte nos une

### Trama
Pablo chiede a Kally se vuole essere la sua ragazza, ma lei rifiuta dicendo che non ha tempo per quello. Il suo unico obiettivo per il momento è il Premio Rivelazione, la cui quarta prova si rivelerà straordinariamente complessa. La rottura di Dante e Lisa rischia per far perdere alla DAK una grande occasione.

## Troppe distrazioni per Kally
- Titolo originale: Glow In Dark

### Trama
Kally deve provare per il Premio Rivelazione ma passa tutto il suo tempo a fare altre cose. La Abrankhausen chiede a Mike di fissare dei limiti per Kally e costringerla a lavorare. Séraphin dà lezioni a Gloria.

## Imparare a competere
- Titolo originale: Luchar por lo que uno quiere

### Trama
Kally cerca di sgattaiolare fuori di casa, ma Mike la sorprende e decide di privarla dell'uscita. La Abrankhausen trascorre la giornata con Kally per farla lavorare sul pezzo per il Premio Rivelazione. Da parte sua, Gloria ha difficoltà con lo stesso pezzo e Séraphin la spinge ad andare a chiedere consiglio a Kally. Andy firma un contratto con Walter per diventare il nuovo direttore del Teatro Shakespearean. Tommy accetta di dare la risposta a Olivia. Lisa fa credere a Dante di essere andata avanti per riconquistarlo, cosa che dispiace molto a Kévin e Alex.

## Colpo di scena
- Titolo originale: La familia está ante todo

### Trama
Gloria annuncia a Stefi e Nicole di voler rinunciare al Premio della Rivelazione. Mentre Kally sta per presentarsi davanti alla giuria, scopre che suo padre è scomparso a seguito di un incidente. Decide di andarlo a cercare con Charly e rinuncia a sostenere l'esame. Dante ospiterà un evento al Music Shake in onore del video musicale di debutto di Mica635.

## Il vestito di Camilla
- Titolo originale: Una fiesta muy especial

### Trama
Il direttore del Conservatorio rimprovera severamente Kally per non aver sostenuto l'esame del Premio Rivelazione. Charly è determinato a indagare sul pianoforte che si trova nel seminterrato così mette una trappola per catturare colui che la suona ogni sera. Camilla affida l'abito, che ha pensato di indossare alla festa, a Caterina affinché possa accorciarla. Ma il coniglio che Tina ha raccolto divora il vestito. Grazie ad Olivia riesce a convincere Camilla a trasformare la sua festa in una festa in maschera.

## Un bacio misterioso
- Titolo originale: Conexión entre los dos

### Trama
Kally scappa dopo aver baciato Dante al ballo in maschera. Non poteva sopportare che lui l'avesse scambiata per Lisa. Dante, sopraffatto dal bacio, vuole assolutamente ritrovare il misterioso sconosciuto, con grande sgomento di Lisa, consumata dalla gelosia. Le foto scattate da Stefi provocano l'espulsione di Andy. Gloria, che non aveva previsto conseguenze così drammatiche, vuole tornare sui propri passi.

## Troppe distrazioni per Kally
- Titolo originale: El fin de Kally en Allegro

### Trama
Kally e le sue amiche creano una canzone e una coreografia per opporsi all'espulsione di Andy, ma il padre di Andy decide di chiamare un avvocato. Nel bel mezzo della colazione domenicale, i Ponce ricevono una telefonata da Felix: Kally viene convocata la mattina dopo per oggetto di un video pubblicato sui social network diventato virale.

## Sorpresa
- Titolo originale: Sorpresas

### Trama
Il video che circola sui social media, che ha ricevuto commenti entusiastici dal padre di Pablo, risulta essere un video di Kally che suona il piano. Lisa decide di preparare una sorpresa per Dante, e chiede consiglio ad Alex, ma Kevin intercetta il messaggio e decide di fare uno scherzo. Dante è preoccupato perché non prende buoni voti in chimica, quindi Kally decide di aiutarlo. La Abrankhausen ha decide di allontanarsi da Mike per dargli un'altra possibilità con Carmen, ma Mike non capisce il suo atteggiamento.

## La conferenza stampa
- Titolo originale: Una pregunta difícil de responder

### Trama
Dopo il successo del video virale, i media vogliono intervistare Kally. Il direttore del Conservatorio decide quindi di organizzare una conferenza stampa, alla quale un altro studente, che avrà designato insieme ai docenti, potrà accompagnare Kally. Gloria scopre che lei è in corsa, insieme a Lucy, per accompagnare Kally. Per poter spodestare Lucy, Gloria chiede a Stefi di darle la foto in cui vediamo Lucy aiutare Andy con la sua orchestra. Lisa pensa che Kally passi troppo tempo con Dante. Da parte sua, Camilla scopre che è stato Kevin a scrivere la poesia di Edgar.

## Insieme per Mica635
- Titolo originale: Mica635 en peligro de ser descubierta

### Trama
La conferenza stampa tenuta da Kally è stata un vero successo, ma il direttore del Conservatorio non la vede così. Carmen rassicura la Abrankhausen dicendole che la sua relazione con Mike è effettivamente finita, lasciandole così campo libero. A Dante vengono confiscate le sue chitarre dalla madre a causa dei suoi brutti voti in chimica. Ma il momento è pessimo, perché deve passare una prova con Alex e Kevin per aprire il concerto di Oriana. Lisa è determinata a scoprire l'identità di Mica635 e per fare questo, chiede al suo amico Theo di localizzarla su Internet.

## Il fan club di Mica635
- Titolo originale: Unidos por Mica635

### Trama
Dopo aver fallito nel tentativo di trovare Mica635, Lisa convince Dante ad avviare un fan club ufficiale. Il prossimo evento del Premio Rivelazione consisterà in un duetto. Skyler riesce a fare in modo che Kally suoni con Stefi e Gloria suoni con Andy. Durante un'esposizione di piante, Charly crea il panico a causa del colorante che ha messo nelle sue creme. Kevin ha un appuntamento con Camilla, ma vuole annullarlo perché ha un enorme brufolo sulla fronte.

## Intrighi e dilemmi
- Titolo originale: El club de fans de Mica635

### Trama
Iniziano le prove in duo per il Premio Rivelazione. Gloria suggerisce a Stefi di scegliere un'opera molto difficile da eseguire per lei e Kally. Camilla è innamorata di Kevin, ma lui si avvicina molto a Tina. I DAK deve provare per aprire il concerto di Oriana, ma Dante viene punito e deve restare a casa a studiare le lezioni di chimica. Gloria chiede ad Evaristo di fingere di essere il suo ragazzo per far ingelosire Andy. Lucy aiuta Tommy a realizzare la sua storia con Olivia. Dante e Lisa diventano ufficialmente gli amministratori del fan club Mica635.

## L'esame di Dante
- Titolo originale: ¿El fin de los vídeos de Mica635?

### Trama
Mentre Kally prova con Stefi, Gloria fa lo stesso con Andy, davanti alla telecamera di Evaristo. Tina esorta Kally a registrare un altro video musicale di Mica635 perché non avranno presto un posto dove farlo. Charly sorprende la Abrankhausen con un uomo. Il direttore incarica Felix di monitorare persone che potrebbero far parte dell'orchestra di Andy. Dante sostiene l'esame di chimica. Lisa si è messa in testa che i DAK daranno una festa per festeggiare il superamento dell'esame di Dante e crede che Alex e Kevin glielo stiano nascondendo per non invitarla.

## Orgoglio ferito
- Titolo originale: Mica635 en peligro

### Trama
Lisa, che ha seguito Tina, è ormai convinta che abbia un fidanzato. Kally prova con Stefi per la nuova prova del Premio Rivelazione ma Stefi soffre di torcicollo. Lisa e Dante vogliono avviare il primo fan club Mica635 e organizzare il loro primo incontro al Music Shake. Così mandano un messaggio a Mica635 chiedendogli di chiacchierare con i suoi fan.

## La falsa Mica635
- Titolo originale: La falsa Mica635

### Trama
Kally è sorpresa di scoprire che qualcuno sta fingendo di essere Mica635 sui social media. A seguito di una discussione con Mike, Charly si ritrova per strada, così trova rifugio al Conservatorio e chiede al direttore un posto come guardiano notturno. Gloria decide di creare il suo canale Internet. Olivia cerca di capire perché Tommy sta scappando da lei.

## L'ispirazione
- Titolo originale: Kally cada vez más lejos de Mica635

### Trama
La falsa Mica635 contatta direttamente Dante, che decide di incontrarla, accompagnato da Caterina. Stefi sta diventando sempre più popolare su Internet. Kally si blocca e non riesce più a comporre, né per l'Allegro né per Mica635.

## Una proposta speciale
- Titolo originale: Una propuesta muy especial

### Trama
Dante non riesce a credere che incontrerà Mica635. Ma per Kally, che soffre di un blocco creativo, è una tortura vedere la falsa Mica635 usurpare il suo posto nel cuore dei suoi fan e con Tina decide di aspettare il momento migliore per smascherarla. Lisa vuole riconquistare Dante e sospetta che lui sia un po' troppo interessato a Mica635. All'Allegro c'è un problema con gli insegnanti: la Abrankhausen diventa sempre più sospettoso nei confronti delle azioni di Skyler.

## Incontri inaspettati
- Titolo originale: Sorpresa de la falsa Mica

### Trama
Kally accetta la proposta di Dante di essere la sua compagna di ballo. Gloria recupera l'invito al concerto di Andy dalla casella di posta di Lucy. Dante ha un incontro con la ragazza che crede essere Mica635, accompagnato da Caterina. Charly organizza una cena a sorpresa con Mike, Kally e la Abrankhausen per festeggiare il suo premio.

## Furto d'identità
- Titolo originale: Kally vs. Mica635

### Trama
Kally è antipatica verso la finta Mica635 e Dante non capisce il suo atteggiamento. Gloria inizia ad organizzare il suo compleanno con Nicole e Stéfi. Lisa aiuta Tina a trovare idee per smascherare la falsa Mica635. La Abrankhausen è nei guai a causa del lavoro che ha presentato nella competizione. Kally accetta la sfida di Gloria.

## La sfida dei compleanni
- Titolo originale: El desafío de los cumpleaños

### Trama
È il compleanno sia di Kally che di Gloria così Tina decide di organizzare a Kally una festa migliore di quella di Gloria.

## Un bacio inaspettato
- Titolo originale: Un beso inesperado

### Trama
Kally vuole smascherare la falsa Mica635 postando un brano inedito. Tommy, nel frattempo, ha un appuntamento con Olivia e non sa come procedere quindi chiede aiuto a Lucy, ma quando arriva il momento, Olivia deve andarsene. Gloria, cerca sempre di farsi notare da Andy, ma questa volta ci riesce e lo bacia.

## La protesta
- Titolo originale: Juntos por Abracadabra

### Trama
Kally e le sue amiche scoprono che la Abrankhausen è stata licenziata dal Conservatorio a seguito di un'accusa di plagio, così decidono di manifestare per la sua reintegrazione. Tina deve partecipare ad un torneo di calcio balilla con Kevin, ma ha paura di deluderlo. Charly e Felix provano a smascherare il mistero del pianoforte del seminterrato. Kally dice a Dante che non potrà ballare con lui.

## Il ritorno della prof. Abrankhausen
- Titolo originale: La protesta viral

### Trama
Dopo la manifestazione a favore della Abrankhausen e le minacce del preside, gli studenti preferiscono aspettare a postare il video della loro rivolta, ma Gloria che ruba il video ad Evaristo e lo posta sotto lo nome di Kally. Contro ogni previsione, dopo aver ha visto il video sul giornale e su consiglio dell'avvocato, il direttore reintegra la Abrankhausen.

## Il momento della verità
- Titolo originale: La hora de la verdad

### Trama
Dante crede che Kevin stia regalando fiori e cioccolatini a Tina, ma lui dice che non è vero e che trova Tina troppo giovane. Gloria si nasconde nell'armadio della sala insegnanti per scoprire il progetto sociale di Kally e rubarglielo. Dante porta la falsa Mica635 a cantare dal vivo al Music Shake. Tina e Kally sperano che canti a cappella.

## Perché sei qui?
- Titolo originale: Un amigo no se compra

### Trama
Gloria cerca di corrompere gli abitanti della casa di riposo affinché la sostengano davanti al suo esaminatore, ma i pensionati si ribellano. Kally ha preparato tutto per l'adozione dei cuccioli, ma si è dimenticata di portare un veterinario. Per fortuna Dante ne conosce uno: il suo nuovo vicino di casa.

## Mi presenti i tuoi?
- Titolo originale: Kally en apuros

### Trama
Contro ogni aspettativa, Kally scopre che nella penultima tappa del Premio Rivelazione, è davanti a Gloria in fatto di punti, ma quest'ultima non intende fermarsi qui e prepara la sua vendetta. Mentre si reca a una convention con Nicole e Evaristo, Stefi viene avvicinata dai fan. Presa dall'euforia, dimentica la sua audizione con Dante. Lucy non capisce perché Andy non l'ha ancora presentata ai suoi genitori.

## Le ricette di Caterina
- Titolo originale: Una corta ilusión

### Trama
Gloria decide di intrappolare Kally facendole perdere tutti i punti ottenuti con il suo progetto sociale. Andy rivela di aver detto a sua madre che Gloria era la sua ragazza, con grande sgomento di Lucy. Stefi e Dante vincono l'audizione per ballare nel video musicale dei Coolboys. Da parte sua, Alex è sempre più turbato da Stefi.

## Ritorno a casa
- Titolo originale: He cambiado

### Trama
Dopo aver complicato ulteriormente la relazione tra Lucy e Andy, Gloria insegue il suo bersaglio preferito: Kally. Tutti i sogni di quest'ultima crollano: il comitato di valutazione del Premio Rivelazione, influenzato da una campagna anti-Kally sui social network, decide di squalificarla. Kally non potrà più soggiornare al Conservatorio Allegro e non beneficerà più della borsa di studio. Nonostante il sostegno dei suoi insegnanti, della famiglia e degli amici, Kally decide di smettere di lottare contro il destino e di lasciare la città per tornare dalla madre.

## Smascherare Gloria
- Titolo originale: She's Gone

### Trama
Kally è tornata da sua madre mentre i suoi amici e insegnanti lottano per dimostrare la sua innocenza. Lucy, Tommy e Andy scoprono che dietro questo piano c'è Gloria. Kally chiede loro di non denunciarla per preservare il Conservatorio e permettere ad altri studenti per beneficiare di una borsa di studio. Dante è molto colpito dalla partenza di Kally.

## Tutto cambia
- Titolo originale: Sin cambio no hay mariposa

### Trama
Kally si rende conto che deve crescere e lasciarsi alle spalle la sua infanzia. Gloria vuole celebrare il suo prossimo trionfo con Nicole e Stefi, ma loro rifiutano per solidarietà con Kally. Sola e infelice, Gloria chiama suo zio Séraphin. Dante si sofferma sui ricordi dei tempi passati con Kally e pubblica una nuova canzone con una dedica davvero speciale.

## Una festa per Kally
- Titolo originale: Siempre se trató de ti

### Trama
Matteo ammette di aver mentito sui cuccioli e Kally viene reintegrata per un pelo nella competizione per il Premio Rivelazione. I DAK vengono individuati da un produttore. Lucy e Andy danno un'altra possibilità alla loro storia d'amore. Kevin e Tina sono sempre più vicini. Lucy, Tina e tutti i loro amici organizzano una festa di benvenuto a sorpresa per Kally. Gloria, capendo di non avere più un solo amico, decide di abbandonare il Premio Rivelazione, ma suo padre la spinge a continuare il concorso.

## Finalmente insieme
- Titolo originale: Juntos

### Trama
Dante ha organizzato una festa a sorpresa per Kally e coglie l'occasione per chiederle se vuole essere la sua ragazza. I produttori vanno al Music Shake per ascoltare le canzoni della DAK ma Dante, Alex e Kevin non sono pronti. Caterina parte qualche giorno e affida Tina e Dante a Rosa, che non lascia loro molta libertà. Gloria entra nella sala prove per rubare gli spartiti di Kally, ma Felix se ne accorge e minaccia Skyler di denunciare sua figlia se non fa qualcosa.

## Bugie a fin di bene?
- Titolo originale: Todo puede cambiar

### Trama
I DAK suonano un remix davanti ai produttori che promettono loro un contratto. Tina è ancora arrabbiata con Kevin. Kally si chiede come dire a Dante che lei è Mica635. Lui si offre di suonare la chitarra per accompagnarla nella prova libera per il Premio Rivelazione. La Abrankhausen scopre Il segreto di Felix. Gloria, che si sente sola e disperata, vuole rinunciare al Premio della Rivelazione.

## Delusioni d'amore
- Titolo originale: Amor sincero

### Trama
Dante scopre che Kally è Mica635. Lei cerca di spiegargli perché gli ha nascosto il suo segreto, ma lui non ne vuole sapere nulla e preferisce lasciarla. Charly vince il concorso per inventori e intende studiare all'estero. Andy invita il padre di Tommy a partecipare a uno spettacolo teatrale che Olivia ha messo in scena, cosa che a Tommy non piace. Gloria dice ad Evaristo che ha deciso di diventare una brava persona, ma lui non le crede.

## Finale a... Sorpresa
- Titolo originale: La llave de la vida

### Trama
È arrivato il gran finale del Premio Rivelazione. Gloria decide di smettere di barare e vincere in modo giusto, con il sostegno di suo zio Séraphin. Dante nutre ancora rancore nei confronti di Kally e non sa se potrà mai perdonarla. I DAK ricevono una proposta da un produttore per registrare un album. Kally deve fare una scelta decisiva per il suo futuro.